# Haus Ichterloh
Das Haus Ichterloh ist eine ehemalige Burganlage nördlich des Ortsteils Capelle der Gemeinde Nordkirchen im Kreis Coesfeld in Nordrhein-Westfalen.

## Geschichte
Das Stift Nottuln erhielt 1195 den Hof Ihtere durch Bischof Hermann II. von Münster als Geschenk. Als erster Lehnsträger ist 1370 Heinrich von Ascheberg bezeugt, eine Linie der Familie besaß hier ab 1470 auch ihren Wohnsitz. Um 1680 gelangte die Burg durch Heirat an die Freiherren von Romberg, 1702 wurde sie an die Äbtissin des Stifts Neuenheerse verkauft und 1718 an den Reichsgrafen von Fürstenberg zu Herdingen. Das Herrenhaus wurde nach 1725 nur noch vom Rentmeister und Pächtern der Ländereien bewohnt und verfiel langsam. 1873 wurde es auf Abbruch verkauft.

## Beschreibung
Heute existieren von der Anlage noch ein Vorburggebäude und Teile der Wassergräben. Die frühere Gestalt der Anlage ist aus Abbildungen des 19. Jahrhunderts bekannt. Sie bestand aus zwei Inseln. Auf der ummauerten Hauptburg stand ein zweistöckiges und zweiflügeliges Herrenhaus, das im Kern aus dem 16. Jahrhundert stammte. Auf der Vorburg befanden sich zu Wohnungen umgebaute Stallgebäude. Beide Inseln lagen innerhalb eines Ringwalls mit vorgelagertem Wassergraben.